# Rudolf Helmut Reschke
Rudolf Helmut Reschke (* 4. November 1931 in Schneidemühl, Grenzmark Posen-Westpreußen) ist ein deutscher Publizist, Herausgeber, Dichter, Übersetzer und Verlagslektor.

## Leben und Werk
Rudolf Helmut Reschke wurde 1931 in Schneidemühl (damals Grenzmark Posen-Westpreußen) geboren, seine Kindheit und seine Jugend verbrachte er in Berlin. Ein Marburger Vortrag des Dichters Gottfried Benn im Jahre 1951 brachte ihn nachhaltig zur Literatur. Reschke absolvierte eine Buchhandelslehre und machte parallel dazu eine Dolmetscherausbildung in Hannover. Neben seiner Übersetzungstätigkeit aus dem Englischen, häufig veröffentlichte er Übersetzungen amerikanischer Autoren, lebte er als Verlagslektor in Stuttgart, Hamburg und zuletzt in Gütersloh. Selbst ist er vornehmlich als Dichter aktiv. 1967 publizierte er seinen Lyrik-Band Dictum, darüber hinaus veröffentlichte er eigene Texte in Anthologien, Zeitschriften, Zeitungen und schrieb auch für den Hörfunk.
Als Herausgeber für den Bertelsmann-Club in Gütersloh entstanden in den 1990er Jahren unter seiner Federführung Werke wie die Anthologie Deutsche Lyrik unseres Jahrhunderts mit 850 Gedichten von 350 Autorinnen und Autoren (1992), der Band Phantastisch, diese Katzen oder das Buch Die vier Jahreszeiten in schönen, alten Versen deutscher Dichter.

## Bücher (Auswahl)
- Die Schizophrenie des Einzelnen und der Allgemeinheit. Göttingen : Vandenhoeck & Ruprecht, 1961. (Zusammen mit Martti Siirala (1922–2008))
- Dictum. Gedichte, Gütersloh : S. Mohn, 1967.
- Wunderbare Reisen zu Wasser und Lande, Feldzüge und lustige Abenteuer des Freiherrn von Münchhausen, wie er dieselben bei der Flasche im Zirkel seiner Freunde zu erzählen pflegt. Stuttgart : Europ. Bildungsgemeinschaft, 1980.
- Deutsche Lyrik unseres Jahrhunderts. Gütersloh : Bertelsmann-Club, 1992.
- Phantastisch, diese Katzen! – Samtige und widerborstige Geschichten um Katzen und Menschen. Gütersloh : Bertelsmann-Club, 1994.
- Die vier Jahreszeiten in schönen, alten Versen deutscher Dichter. Rheda-Wiedenbrück, Wien, 1995 : Bertelsmann-Club, 1995.